# U-21サッカーリヒテンシュタイン代表
U-21サッカーリヒテンシュタイン代表（U-21サッカーリヒテンシュタインだいひょう、ドイツ語: Liechtensteinische U-21-Fussballnationalmannschaft, 英語: Liechtenstein national under-21 football team）は、リヒテンシュタインサッカー連盟によって編成されるリヒテンシュタインのサッカーの21歳以下のナショナルチームである。21歳以下を対象とするUEFA U-21欧州選手権に出場するためのチームである。

## 歴史
2006年、UEFA U-21欧州選手権の2007年大会の予選に出場するため、U-21リヒテンシュタイン代表が初めて編成された。しかし、同大会は予選敗退に終わると、それから59試合もの間連敗が続いた。2019年6月5日、U-21アゼルバイジャン代表との試合に勝利したことで不名誉な記録は終わりを迎えた。

## UEFA U-21欧州選手権の成績
| 開催年 | 結果                         | 試       | 勝       | 分       | 負       | 得       | 失       |
| ------ | ---------------------------- | -------- | -------- | -------- | -------- | -------- | -------- |
| 2007   | 予選敗退                     | 予選敗退 | 予選敗退 | 予選敗退 | 予選敗退 | 予選敗退 | 予選敗退 |
| 2009   | 予選敗退                     | 予選敗退 | 予選敗退 | 予選敗退 | 予選敗退 | 予選敗退 | 予選敗退 |
| 2011   | 予選敗退                     | 予選敗退 | 予選敗退 | 予選敗退 | 予選敗退 | 予選敗退 | 予選敗退 |
| 2013   | 予選敗退                     | 予選敗退 | 予選敗退 | 予選敗退 | 予選敗退 | 予選敗退 | 予選敗退 |
| 2015   | 予選敗退                     | 予選敗退 | 予選敗退 | 予選敗退 | 予選敗退 | 予選敗退 | 予選敗退 |
| 2017   | 予選敗退                     | 予選敗退 | 予選敗退 | 予選敗退 | 予選敗退 | 予選敗退 | 予選敗退 |
| 2019   | 予選敗退                     | 予選敗退 | 予選敗退 | 予選敗退 | 予選敗退 | 予選敗退 | 予選敗退 |
| 2021   | 予選敗退                     | 予選敗退 | 予選敗退 | 予選敗退 | 予選敗退 | 予選敗退 | 予選敗退 |
| 通算   | 最高成績 : - 8大会中/0回出場 | 0        | 0        | 0        | 0        | 0        | 0        |